# Claudia Gray
Claudia Gray (Nova Iorque, 12 de junho de 1970) é o pseudônimo de Amy Vincent, uma escritora estadunidense de romance paranormal para jovens adultos, mais conhecida pela série de fantasia Evernight e seus romances baseados no universo de Star Wars. 

## Carreira
Em 2008, Gray iniciou a série de livros intitulada Evernight com o título de mesmo nome. Em março de 2009, publicou o seu segundo título de nome Stargazer que se estabeleceu em quarto lugar na categoria capítulos de livros da lista do The New York Times de livros infantis mais vendidos de abril de 2009.

## Obras

#### SérieEvernight:
- Evernight (2008)
- Stargazer (2009)
- Hourglass (2010)
- Afterlife (2011)

#### SérieSpellcaster:
- Spellcaster (2013)
- The First Midnight Spell (2013)
- Steadfast (2014)
- Sorceress (2015)

#### SérieConstellation:
- Defy the Stars (2017)
- Defy the Worlds (2018)
- Defy the Fates (2019)

#### Trilogia degrafic novelHouse of El Book:
- House of El Book One: The Shadow Threat[2] (2021)
- House of El Book Two: The Enemy Delusion (2022)
- House of El Book Three: The Treacherous Hope (2023)

### Outros

#### Títulos baseados emStar Wars:
- Star Wars: Lost Stars[3] (2015)
- Star Wars: Bloodline[4] (2016)
- Star Wars: Leia, Princess of Alderaan[5] (2017)
- Star Wars: Master and Apprentice[6] (2019)
- Star Wars: The High Republic: Into the Dark (2021)[7]
- Star Wars: The High Republic: The Fallen Star (2022)[8]

#### SérieMr Darcy&Miss TilneyMystery:
- The Murder of Mr. Wickham[9] (2022)
- The Late Mrs. Willoughby[9] (2023)
- The Perils of Lady Catherine de Bourgh (2024)

#### Título baseado emThe Haunted Mansion
- The Haunted Mansion: Storm & Shade (2023)